# Can am des puig
Can am des Puig, ou fréquemment appelé The Book of Am, est un groupe britannique de folk psychédélique, originaire de Londres, en Angleterre, installé en Espagne. Le style musical se caractérise par des éléments de folk à tendance psychédélique, produit avec l'aide de Daevid Allen du groupe Gong.

## Historique

### Origines
À la fin de 1971, Juan Arkotxa et sa compagne Leslie Mackenzie quittent Londres pour une aventure spirituelle, philosophique et musicale, en traversant de nombreux pays : la Yougoslavie, le Portugal, la Turquie, l’Iran, l’Afghanistan, le Mexique, l’Inde (où le couple assistera au sacre du dalaï-lama).

### The Book of Am
En 1975, Leslie Mackenzie et Juan Arkotxa s’installent à Ibiza et travaillent sur un livre de gravures, intitulé The Garland of Visions of the Absolute, qui se vend bien. Ils réalisent par la suite The Book of Am, un livre avec des illustrations et les textes poétiques, mythiques et religieux qu’ils ont collectés pendant leur voyage. Ce n'est qu'après avoir réalisé l'album que le couple se trouve un nom. Leur nom de groupe, Can am des Puig, peut se traduire en catalan par « La Maison de AM sur la colline ».
The Book of Am est un livre de 144 pages qui aborde les thèmes suivants : Taliesin, Mabinogion, l'Edda, le Livre des morts des Anciens Égyptiens, le papyrus d'Ani, les textes des pyramides, le livre des respirations, la Théogonie, la Bible, les chansons de Milarépa, les poèmes de Kabîr, ceux de William Blake, le Véda... Les textes sont regroupés sous quatre parties : l’aube, le matin, l’après-midi et la nuit. Plus qu’une simple compilation de textes mystiques, le lecteur peut suivre une vague histoire, celle d’une initiation qui veut montrer tous les points communs existant entre les textes religieux et philosophiques. Les aquarelles qui illustrent chaque page mélangent éléments d’œuvres religieuses et plantes.
S’inspirant du Book of Am, le couple, avec des amis musiciens, improvise des morceaux autour des textes de leur livre. Gilli Smyth et Daevid Allen, de retour à Deià quelques années après que Robert Wyatt les ait introduit au poète essayiste Robert Graves, aident à l’enregistrement des titres et s’occupent du mastering du premier disque. À l'origine, le groupe avait prévu de publier quatre albums, dont aucun ne sortira.

### Retour
Le projet d’édition du livre tombe à l’eau, les techniques d’impression étant trop limitées à l’époque. Le second disque reste inédit jusqu’en 2006, année de la réédition du livre et du double album. 2013 voit la sortie des deux dernières parties du projet chez Wah-Wah Records, réenregistrées par les trois membres originaux, Juan Arkotxa, Leslie Mackenzie, Carmeta Mansilla, avec l'aide de Will Z..

## Discographie
- 1978 : The Book of AM (Vinyl) - Produit par Daevid Allen, avec les musiciens de Mother Gong.
- 2006 : Dawn / Morning (CD + livre)
- 2013 : Afternoon / Evening